# South Miami
South Miami es una ciudad ubicada en el condado de Miami-Dade en el estado estadounidense de Florida. En el Censo de 2010 tenía una población de 11.657 habitantes y una densidad poblacional de 1.948,4 personas por km².

## Geografía
South Miami se encuentra ubicada en las coordenadas 25°42′31″N 80°17′42″O / 25.70861, -80.29500. Según la Oficina del Censo de los Estados Unidos, South Miami tiene una superficie total de 5.98 km², de la cual 5.88 km² corresponden a tierra firme y (1.77%) 0.11 km² es agua.

## Demografía
Según el censo de 2010, había 11.657 personas residiendo en South Miami. La densidad de población era de 1.948,4 hab./km². De los 11.657 habitantes, South Miami estaba compuesto por el 75.05% blancos, el 17.03% eran afroamericanos, el 0.27% eran amerindios, el 3.94% eran asiáticos, el 0.04% eran isleños del Pacífico, el 1.68% eran de otras razas y el 1.99% pertenecían a dos o más razas. Del total de la población el 43.11% eran hispanos o latinos de cualquier raza.